# جان لوك غودار
جان لوك غودار (بالفرنسية Jean-Luc Godard؛ ولد في 30 ديسمبر 1930) هو مخرج أفلام فرنسي وأحد أبرز أعضاء حركة الموجة الجديدة السينمائية.
ولد غودار في باريس لأبوين سويسريين-فرنسيين، درس في جامعة سوربون في باريس. أثناء دراسته في السورون انضم إلى مجموعة هواة سينما فرنسيين ضمت فرنسوا تريفو، جاك ريفيت وإريك رومير. حين أسس أندريه بازين مجلته السينمائية المؤثرة "Cahiers du cinéma" (كراسات السينما) كان من كتابها الأوائل.
العديد من أفلام غودار تتحدى الأعراف السينمائية المتبعة في هوليوود أو في السينما الفرنسية في تلك الفترة. يعتبره البعض أشد صانعي أفلام الموجة الجديدة تطرفا. تعبر أفلامه عن آرائه السياسية ومعرفته بتاريخ السينما وكثيرا ما يستعين بأفلامه بالفلسفتين الوجودية والماركسية.

## بداياته
بدأت علاقة غودار بالسينما عن طريق حقل النقد. أسس أسوة بإريك رومر وريفيتا المجلة السينمائية Gazette du cinéma (مجلة السينما) التي صدر منها خمسة أعداد في الخمسينات. عندما أسس أندريه بازين المجلة النقدية Cahiers du cinéma (كراسات السينما) عام 1951، كان غودار، ريفيتا ورومر من أوائل كتابها. ومثل العديد من كتاب Cahiers du cinéma قام غودار ببعض المحاولات السينمائية قبل عام 1960.
قام غودار، أثناء شغله عامل بناء في سد عام 1953 بتصوير فيلم وثائقي حول عملية البناء بعنوان العملية باطون Opération béton (1955). وبينما كان يعمل في مجلة كراسات السينما أنجز Une femme coquette (عن امرأة غانج) فيلم قصير من 10 دقائق؛ Tous les garçons s'appellent Patrick (1957) فيلم قصير آخر؛ وne histoire d'eau (1958) الذي كان بغالبيته مكون من مقاطع غير مستخدمة صورها تريفو. عام 1958 قام بفيلمه القصير الاخير، Charlotte et son Jules (شارلوت وابنها جول)، الذي حاز بفضله على شهرة. كان الفيلم تحية لجان كوكتو.
استمر غودار بكتابته النقدية وأصبح أحد أهم مؤيدي الموجة الجديدة.
بعد مشاهدته فيلم أورسون ويلز Touch of Evil قرر عمل فيلمه الطويل الأول À bout de souffle (حتى انقطاع النفس، 1960) بطولة جان بول بلموندو وجين سيبرغ. حاز الفيلم على إعجاب النقاد والجمهور في فرنسا في شتى أنحاء العالم وقد عبّر عن أسلوب الموجة الجديدة، وحوى العديد من الإشارات إلى عناصر من الأفلام الأمريكية. وظف الفيلم العديد من التقنيات المستحدثة في المونتاج. نجاحه التالي كان Vivre sa vie (لتحي حياتها، 1962). في السنة التالية أخرج Les Carabiniers (عائلة كرابنيير)، تحية للمخرج الفرنسي جان فيجو.
في 1961 تزود الممثلية الدنماركية آنا كارينا، وفي عام 1964 أسس معها شركة الإنتاج أفلام أنوشكا. عام 1964 أخرج Pierrot le fou (بيير المجنون) وفيلم الخيال العلمي Alphaville, une étrange aventure de Lemmy Caution، في نهاية ذلك العام طلق كارينا.

## غودار والسياسة
العديد من أفلام غودار كانت ذات طابع سياسي. أحد أفلامه المبكرة Le Petit Soldat (الجندي الصغير) كان عن حرب التحرير الجزائرية حاول فيه التعبير عن الواقع المركب دون التحيز لرأي ايديولوجي معين. في الستينات بدأ يدمج السياسة في أفلام مثل Alphaville وبيير المجنون، الذان عبرا عن الاغتراب. ثم بدأ يميل للرسالة السياسية الواضحة في أفلامه مثلا Masculin, féminin (رجولي أنثوي، 1966) وفي Made in U.S.A (صنع في الولايات المتحدة، 1966). عام 1967 أخرج La Chinoise (الصينية) وتزوج النجمة آن فيازمسكي أثناء تصويره.
خلال نهاية الستينات بدأ غودار بالاهتمام بالأيديولوجية الماوية. أقام مجموعة السينمائيين الاشتراكية Dziga-Vertov مع جان بيير غورين وأنتج أفلاما قصيرة عبرت عن وجهة نظره السياسية. في هذه الفترة سافر كثيرا وصور العديد من الفيلم، بعضهم لم يكتمل ولم يعرض. فيلمه المناوئ لثقافة الاستهلاك Week End (نهاية الأسبوع) عرض عام 1967. أصبحت أفلامه سياسية وتجريبية، وبقيت أفلامه كذلك حتى عام 1980.

## أفلامه المتأخرة
عاد غودار لعمل أفلام أكثر تقليدية في Sauve qui peut (كل لنفسه، 1980)، الفيلم الأول من سلسلة أفلام عادية نسبيا ذات عناصر من السيرة الذاتية. مع ذلك أحد أفلامه Marie, Je vous salue (مريم، أنا أحييك) أثار جدلا وقد أدانته الكنيسة الكاثوليكية مدعية احتواءه هرطقة. فيلم الملك لير (1987) انتقد وليم شكسبير ولغته.
أفلامه التالية تميزت بالاهتمام بالعنصر الجمالي.

## من أقواله

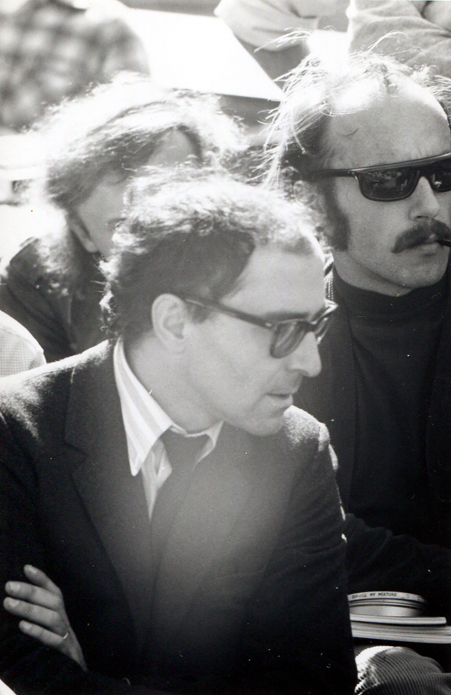
غودار في 1968

- ليس هنالك أية جدوى من أن تملك صورة واضحة وحادة جداً، لكن فكرة مهزوزة.
- يجب أن تحتوي القصة على بداية، ووسط، ونهاية، لكن ليس من الضرورة بذلك الترتيب.
- كل ما تحتاجه لصناعة فيلم هو مرأة ومسدس.
- أنت لا تصنع فيلماً، الفيلم هو الذي يصنعك.
- السينما هي أجمل خدعة في العالم.
- بالنسبة لي التفكير في الأفلام وصناعتها هو الشيء ذاته.
- لا أعتقد أنه يجب عليك الشعور تجاه الفيلم، يجب أن تشعر تجاه المرأة، ليس الفيلم. الفيلم لا يمكنك تقبيله!
- التصوير الفوتوغرافي هو الحقيقة، السينما هي الحقيقة أربعة وعشرون مرة في الثانية.

## روابط خارجية
- جان لوك غودار على موقع IMDb (الإنجليزية)
- جان لوك غودار على موقع الموسوعة البريطانية (الإنجليزية)
- جان لوك غودار على موقع روتن توميتوز (الإنجليزية)
- جان لوك غودار على موقع مونزينجر (الألمانية)
- جان لوك غودار على موقع قاعدة بيانات الأفلام العربية
- جان لوك غودار على موقع ألو سيني (الفرنسية)
- جان لوك غودار على موقع ميوزك برينز (الإنجليزية)
- جان لوك غودار على موقع تيرنر كلاسيك موفيز (الإنجليزية)
- جان لوك غودار على موقع أول موفي (الإنجليزية)
- جان لوك غودار على موقع قاعدة بيانات الأفلام السويدية (السويدية)